# 独角兽
独角兽是一種傳說生物，通常被描繪為一匹白馬，前額上長有一根螺旋形的獸角，象徵著優雅和聖潔。
关于独角兽最早的文字记载可以追溯到公元前398年，古希腊的史学家克特西亚斯在其著作《印度史》中写道：“印度野驴分布于印度、南亚次大陆，身材与马相差无几，甚至比马还大。他们的身体雪白，头部呈紫色，有一双深蓝的眼睛。前额正中长有一只兽角，约有半米长，角尖朱红，角身黝黑。”
在希伯来人的《圣经·旧约》中，亦有一种额头长有一只兽角的马，名为。最初七十士译本将其译作希腊语的，后来武加大译本与钦定版圣经都将其译作英文的「unicorn」。
在中国先秦古籍《山海经》中，亦描述了一与其相当类似的马，：“又北三百五十里，曰敦头之山，其上多金玉，无草木。旄水出焉，而东流注于印泽，其中多马，牛尾而白身，一角其音如呼。”

## 宗教

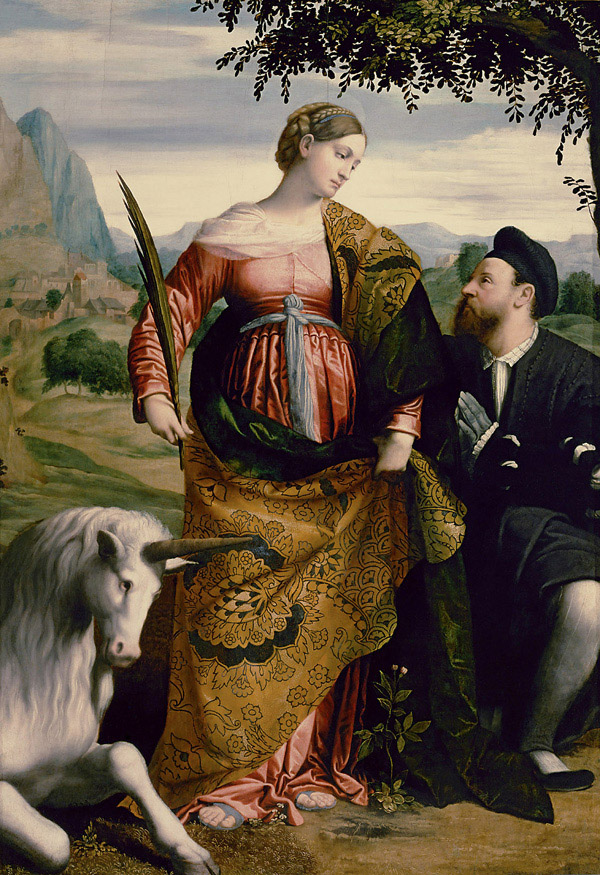
莫雷托 「聖賈斯蒂娜與獨角獸和捐助者」 油彩畫，作于1530 – 1534年間，藝術史博物館，維也納。

公元14世纪，英格兰切斯特的本笃会修道士拉努夫·希格登在其编著的修道士手册中，指导信众怎样在布道中谈论耶稣。在他对基督例举的特别比喻中，就包含有独角兽。他还时常将基督比作一名年轻的新郎，向他长相厮守的配偶求爱。此处的配偶可以指代以色列，教会，人类的灵魂，甚至是圣母玛利亚。因此，独角兽与基督联系到了一起，特别是与其童贞母亲的关联。另外《路加福音》中写道“加百列天使一唱道‘看那耶和华的女仆’，基督就立马变得温和起来。”此情节亦出现在了很多后世创作的关于独角兽的艺术作品中。

## 画作
《La Chasse à la licorne》（狩猎独角兽），以狩猎独角兽为题材，作于1495～1505年间。现今藏于美国纽约市的修道院博物馆。该画作描述了利用处女使独角兽放下警惕，再进行捕捉的方法，以及独角兽净化水源的能力。
多梅尼基諾的作品，描绘了独角兽在童贞女玛利亚的怀中，安然地睡着了。
莫雷托的作品圣贾斯蒂娜与独角兽和捐助者。

## 徽章

苏格兰皇家徽章

### 苏格兰
独角兽是苏格兰的象徽。凯尔特神话中，独角兽象征着正直与纯洁，同时也拥有着大无畏的骑士精神。早在12世纪，威廉一世就已经将其作为象徽，加入到苏格兰的皇家勋章中了。到15世纪，詹姆斯三世治下的苏格兰还出现了印有独角兽形象的硬币。
象徽中，独角兽被金链约束，可能为了展现独角兽的不屈精神，也可能是为了突出苏格兰国王至高无上的皇权。

佩尔格市徽

商贸柱是苏格兰相当常见的一种建筑，代表着历史上君主，主教或者男爵所授予的举办市集的权利。具有世俗目的，是地方权威的象征和繁荣的标志。很多商贸柱的最顶端都会有独角兽的雕塑。

### 神圣罗马帝国

#### 佩尔格县
现在是奥地利上奥地利州的一部分，其市徽是红底黑框，中间有一只面向左侧不吐舌的独角兽。该市徽的首次使用可以追溯至1432年。但其具体含义仍缺乏文献支持。

#### 施瓦本格明德镇

施瓦本格明德镇徽

现在是德国巴登-符腾堡州的一部分，其镇徽是橙红底白框，中间有一只面向左侧吐舌的独角兽。是巴登-符腾堡州最古老的镇徽之一。但其具体含义亦缺乏文献支持。

#### 其它市镇：
豪恩斯山麓努斯多夫，上里德 (巴登-符腾堡)，滕根等。

## 文学

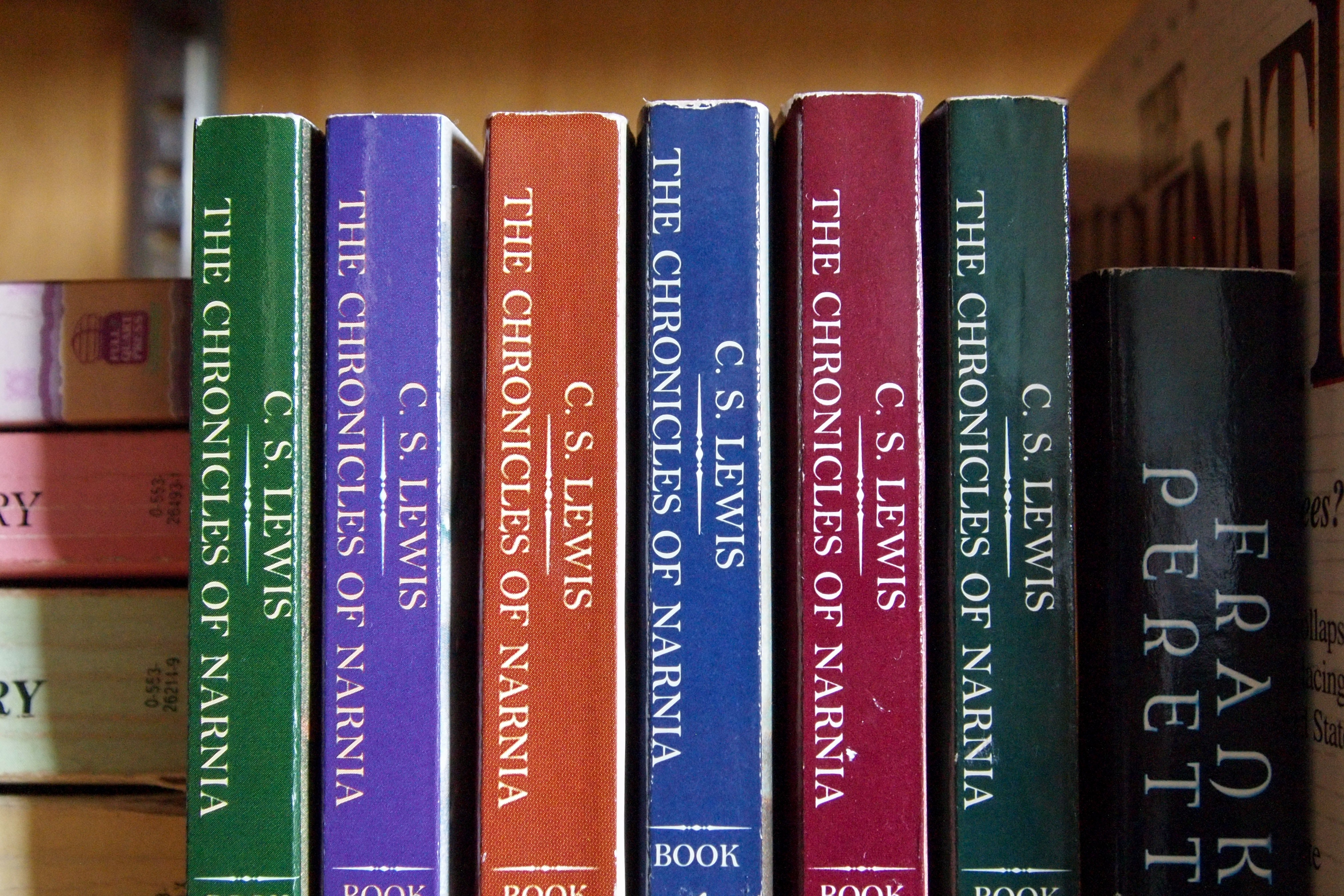
纳尼亚传奇

在C. S. 刘易斯的奇幻文学著作《纳尼亚传奇》系列作品中，《最后的战役》中描述了“朱尔”这个角色，是一只独角兽。作者使用了“最亮眼、最细致、最优雅的动物”来形容它。另外，其在第二章节有被提及曾在战争中救过逖瑞安国王，在書中是一位非常厉害的战士。该角色被指出与《圣经》中的人物，约拿单有多处相似之处。
在彼得·畢格的奇幻文学著作《最后的独角兽》中，作者讲述了一只寻找失踪的同类的独角兽的故事，描绘了牠在冒险中与人类和其他神秘生物相遇的经历。
在特蕾西·舍瓦利耶的历史奇幻著作《淑女与独角兽》是以同名画作为原型创作的。描述了少女用听觉、视觉、触觉、嗅觉、味觉和爱意这六种感官逐步引诱独角兽。

## 相关链接
- Bruno Faidutti, Images et connaissance de la licorne
- Theoi Greek Mythology : Equus Unicorn （页面存档备份，存于）